# Xouaxange
Xouaxange – miejscowość i gmina we Francji, w regionie Grand Est, w departamencie Mozela.
Według danych na rok 1990 gminę zamieszkiwało 258 osób, a gęstość zaludnienia wynosiła 50 osób/km² (wśród 2335 gmin Lotaryngii Xouaxange plasuje się na 789. miejscu pod względem liczby ludności, natomiast pod względem powierzchni na miejscu 996.).